# Seseli incanum
Seseli incanum är en växtart i släktet Seseli och familjen flockblommiga växter.
Arten är en perenn ört som förekommer i Kazakstan och norra Xinjiang. Den beskrevs först som Athamanta incana av Christian Friedrich Stephan och Carl Ludwig von Willdenow 1798, och fick sitt nu gällande namn av Boris Fedtjenko 1915. Arten har tidigare även förts till släktet Libanotis.